# Sofitel Oguzkent Ashgabat
Le Sofitel Oguzkent  est un hôtel 5 étoiles situé Bitarap Turkmenistan à Achgabat, appartenant à la chaîne Sofitel du groupe Accor qui le gère. Construit en 2010 par Bouygues Turkmène, il dispose de 299 chambres et est situé à proximité du centre administratif de la ville, à 20 minutes de l'aéroport. À proximité se trouvent la Banque centrale du Turkménistan aussi construit par Bouygues, le Parlement du Turkmenistan, Türkmenbaşy Palais des ministères, des établissements, des musées et des théâtres, des boutiques et des marchés dans un rayon de 1 km. L'hôtel dispose de restaurants, d'un bar, night-club, club de santé, une piscine et un court de tennis. L'hôtel est un endroit important pour les conférences internationales et de nombreux politiciens notables.